# Judith Tuluka
Judith Suminwa Tuluka (ur. 19 października 1967 w Demokratycznej Republice Konga) – kongijska polityk i pierwsza kobieta mianowana na stanowisko premiera DRK.

## Życiorys
Suminwa urodziła się 19 października 1967 roku w wysuniętej na wschód prowincji DRK w Kongu Środkowym. Uzyskała tytuł licencjacki z ekonomii stosowanej na FUCaM Mons (część Université catholique de Louvain), a następnie przeniosła się na Université libre de Bruxelles, gdzie otrzymała tytuł magistra administracji i zarządzania.
Pracowała krótko w sektorze bankowym, po czym dołączyła do ONZ. W ramach ONZ pracowała 10 lat jako krajowa ekspertka przy Programie Narodów Zjednoczonych ds. Rozwoju (UNDP). Następnie, od 2012 roku, pracowała jako doradczyni w Ministerstwie Budżetu. W późniejszych latach ponownie powróciła do pracy dla UNDP.
Od kwietnia 2020 roku objęła funkcję zastępczyni koordynatora w prezydenckiej radzie DRK: Conseil Présidentiel de Veille Stratégique (CPVS; dosłownie Prezydencka Rada Monitorowania Strategicznego).
24 marca 2023 r. została mianowana ministrem planowania w rządzie premiera Sama Lukonde.
1 kwietnia 2024 r. została nominowana przez prezydenta Félixa Tshisekediego na funkcję premiera Demokratycznej Republiki Konga, na którym to stanowisku jest pierwszą kobietą. Do czasu zatwierdzenia jej rządu przez Zgromadzenie Narodowe 12 czerwca pozostawała formalnie kandydatką na stanowisko premiera.